# كهف بيف ستيك
كهف بيف ستيك (بالإنجليزية: Beefsteak Cave)‏ هو كهف يقع ضمن أقاليم ما وراء البحار البريطانية في منطقة جبل طارق التابعة للتاج البريطاني.